# 금 (성씨)
금(琴, 今, )씨는 중국과 한국의 성씨이며 쇠금을 제외하면 본관은 봉화가 유일하다.

## 거문고 금 琴
금씨(琴氏)는 위국(衛國)에 연원(淵源)을 두고 주(周)나라 경왕(景王) 때 공자(孔子)의 제자(弟子)인 금뢰(琴牢)의 후예(後裔)로 전한다.
금응(琴應)이 기자(箕子)와 함께 조선에 동래(東來)하여 금씨(琴氏)의 시원(始源)을 이루었다고 한다. 하지만 기자 자체가 실존 인물이 아니며 모화사상 때문에 족보를 꾸민 것으로 실제는 한반도 토착민으로 보고 있다. 
금(琴)씨는 2015년 대한민국 통계청 인구조사에서 25,432명으로 조사되었다. 본관은 봉화 단본이다.
봉화 금씨(奉化琴氏)의 시조 금용식(琴容式)은 고려 초 삼한벽상공신(三韓壁上功臣)에 책봉되고, 태사(太師)를 역임하였다. 금용식으로부터 세계가 실전되어 금의(琴儀)를 중시조로 하고 있다.
중시조 금의(琴儀)는 김포현(金浦縣) 출신이며 초명은 금극의(琴克儀)이다. 1184년(고려 명종 14년) 과거에 장원으로 급제하고, 신종(神宗) 때 상서우승 우간의대부 태자찬선대부가 되었으며, 희종(熙宗) 때 지주사(知奏事)·지이부사(知吏部事) 등을 지냈다. 1211년(강종 즉위년) 왕의 즉위에 대한 책명사의 접대에 공을 세우고 첨서추밀원사 좌산기상시 한림학사승지(簽書樞密院事左散騎常侍翰林學士承旨)에 올랐다. 1215년(고종 2) 정당문학 수국사(政堂文學修國史), 수태위 중서시랑평장사(守太尉中書侍郎平章事)가 되고, 1220년 벽상공신(壁上功臣)이 되었으며, 수태보 문하시랑동중서문하평장사 판이부사(守太保門下侍郎同中書門下平章事判吏部事)로 치사하였다. 지공거로서 많은 인재를 등용하여 '금학사옥순문생(琴學士玉筍門生)'이라 하였으며, 『한림별곡(翰林別曲)』에 금학사(琴學士)라 기록되어 있다.
금의(琴儀)의 맏아들 금기(琴耆)는 호부 원외랑(戶部員外郞), 둘째아들 금규(琴揆)는 공부 원외랑(工部員外郞), 넷째아들 금휘(琴暉)는 좌우위 대장군(左右衛大將軍), 다섯째 금희(琴禧)는 합문지후(閤門祗候)에 이르렀다.
봉화 금씨는 조선시대 문과 급제자 14명을 배출하였다.

## 이제 금 今
금(今)씨는 고려 시대 금준(今俊)이라는 승려가 있었으나, 현재에는 희소 성씨다. 금태조 완안민(아골타)은 김세렴이 남긴 ‘동명해사록’에서 “금나라의 시조는 경순왕의 외손이자 권행의 후손이라는 설이 있다”라는 주장하는데, 금준이 바로 권행(초명은 김행(金幸))의 아들이라는 추정을 하고 있다.
금씨는 현재 희귀 성씨로 현재에도 존재한다고 한다. 고려 초반에 있었으니 역사는 오래 되었다. 今은 仐(금)의 본자(本字)이다. 주로 한반도 남쪽 지역 나라에 쓰는 성에 존재한다.

## 쇠 금 金
김녕 김씨 중 금수현과 그 후손들(금난새 등)은 한글 표기를 '금'으로 하고 있다. 2020년 1월의 금난새의 성씨에 대한 보도에 따르면 금난새의 주민등록증, 여권, 운전면허증 등에는 성이 '금'으로 되어 있으나 가족관계등록부에는 성이 '김'으로 되어 있었다고 한다. 이에 금난새는 가족관계등록부상 성을 '금'으로 바꿔 달라고 요청했고, 1심과 2심에서는 기각되었으나 대법원에서 승소 취지로 파기환송되었다.

## 정재계 저명인사
금의(琴儀, 1153년 ~ 1230년) : 삼한공신(三韓功臣) 금용식(琴容式)의 후예. 1184년(명종 14) 과거에 장원으로 급제하고 벽상공신(壁上功臣)이 되었으며, 수태보 문하시랑동중서문하평장사 판이부사(守太保門下侍郎同中書門下平章事判吏部事)로 치사하였다.
금훈(琴熏) : 고려 원종 때에 합문부사(閤門副使)를 지냈고, 삼별초의 난 때 왕명으로 원나라에 가서 원병을 요청했다.
금극해(琴克諧) : 1385년(고려 우왕 11년) 문과에 급제하여 도사(都事)를 지냈다.
금유(琴柔) : 금극해의 아들. 1396년(조선 태조 5년) 문과에 급제하여 1441년(세종 23년) 첨지중추원사(僉知中樞院事), 지병조사(知兵曹事), 전라도 관찰사를 역임하고, 1442년 공조 참의에 올랐다. 저서로 《영남지리지(嶺南地理誌)》가 있고, 《영각서풍청(鈴閣署風淸)》이라는 시를 남겼다.
금이영(琴以詠) : 금유의 아들. 1447년(세종 29)에 문과에 급제한 뒤 세조 때 승문원부교리·청주판관을 역임하였고, 1472년(성종 3) 승문원교리로서 예종부묘사(睿宗祔廟事)에 집사로 참여하여 1계를 가자받았다.
금인배(琴仁誹) : 조선 태조의 넷째 아들 회안대군(懷安大君)을 사위로 삼아 국혼을 하였으나 제1차 왕자의 난 후 논공행상에 불만을 품은 박포(朴苞)의 거짓 밀고를 믿은 방간이 제2차 왕자의 난을 일으켰다가 방원에게 패하여 귀양가게 되자 처족인 금씨도 이의 영향을 받았다.
금보(琴輔, 1521년 ∼ 1584년)는 조선 중기의 학자이다. 본관은 봉화, 호는 매헌(梅軒)·백률당(柏栗堂)이다.이숙량(李叔樑)·오수영(吳守盈)과 더불어 퇴문삼필(退門三筆)이라 불렸으며, 퇴계묘비·도산신판(陶山神版) 등을 남겼다.
금응협(琴應夾, 1526년 ~ 1596년) : 예안훈도(禮安訓導) 금재(琴梓)의 아들. 1555년(명종 10) 사마시에 합격하고, 참봉(參奉), 하양현감(河陽縣監), 익찬(翊贊)에 제수되었으나 나가지 않았다. 저서로는 『일휴집(日休集)』이 있다.
금난수(琴蘭秀, 1530년 ~ 1604년) : 첨지중추부사 금헌(琴憲)의 아들. 1561년(명종 16) 사마시에 합격하여 참봉, 직장(直長), 장례원사평을 지낸 뒤 정유재란 때 의병을 일으켰다. 1599년 봉화현감에 임명되었다. 좌승지에 추증되고 예안(禮安)의 동계정사(東溪精舍)에 제향되었다. 저서로는 『성재집(惺齋集)』이 있다.
금병주(琴秉周) : LG 상사 대표이사 사장으로 재임하였다.
금진호(琴震鎬, 1932년 ~ ) : 제31대 상공부 장관으로 재임하였다.
금춘수(琴春洙, 1953년 ~ ) : 한화그룹 부회장으로 재임하였다.
금동석(琴東秀, 2000년 ~ ) : 재기 중이다.
금태섭(琴泰燮, 1967년 ~ ) : 제20대 국회의원으로 재임하였다.
금창휘(琴泰燮, 1979년 ~ ) : [개발자,프로그래머] TG삼보 공동대표이사 CEO로 재임하였다.
금나나(1983년 ~ ) : 대학교수로 재임하였다.
금경화(琴瓊和, 1982년 ~ ) : 미국 The Kum Group 회장으로 재임하였다.
금혜진 : 서울대 의과대학 / 서울 아산병원 외과의사